# Sheasmør
Sheasmør er et spiseligt vegetabilsk fedtstof (triglycerid; bestående af lige dele oliesyre og stearinsyre), som ofte anvendes i fødevareindustrien som erstatning for smør eller kakaosmør, samt i kosmetikindustrien, eksempelvis til fremstilling af sæbe og læbepomade grundet dets fugtgivende egenskaber.
Sheasmør kaldes også bassiasmør og udvindes af frøene af sheanødder fra smørtræet (Vitellaria paradoxa), som typisk vokser i Sahel-bæltet i Afrika. I sin rå form er det elfenbensfarvet. Det anvendes særligt i mad i nogle afrikanske lande.
Foruden stearinsyre og oliesyre indeholder sheasmør mindre mængder linolsyre og palmitinsyre og minder således om kakaosmør,  som det undertiden også bruges som erstatning for, selv om smagen er markant anderledes. Sheasmør har dog også et højt indhold af triterpener og øvrige bestanddele.
- Smørtræ
- Parti af træ med nødder
- Nyindsamlede sheanødder
- Sheanødder, der ligger til tørring
- Sheasmør
- Sheasæbe
- Sheasmør på dåse & tube